# Žďárecké jezírko
Žďárecké jezírko (též Žďárské, německy Scheureker Schwelle) je splavovací nádrž, která sloužila ke zlepšení stavu vody pro plavení dřeva z okolních lesů. Nachází se v katastrálním území Horní Světlé Hory, 6 km severozápadně od Strážného v nadmořské výšce 960 m. Rozloha nádrže je 1,57 ha a je největší vodní plochou v povodí Teplé Vltavy.

## Vodní režim
Nádrž byla vybudována na potoku Častá, který je jejím přítokem i odtokem. Náleží do povodí Teplé Vltavy.

## Přístup
Přístup je možný po zelené turistické značce ze Strážného, souběžně vede i cyklostezka.